# يا خوي (مسلسل)
ياخوي، مسلسل كويتي من 30 حلقة.

## بطولة
- سعاد عبد الله.
- أسمهان توفيق.
- سليمان الياسين.
- عبد المحسن النمر.
- أحمد الجسمي.
- حسن البلام.
- باسم عبد الأمير.
- منى شداد.
- بدرية أحمد.
- فيصل العميري.
- يلدا.
- طيف.